# Luciano Pigozzi
Luciano Pigozzi (* 10. Januar 1927 in Novellara; † 14. Juni 2008) war ein italienischer Schauspieler.

## Leben
Pigozzi begann seine Karriere als Schauspieler in den 1950er Jahren, zunächst in kleineren Rollen bei bedeutenden Regisseuren. Recht bald wurde der finster aussehende, mit einer Ähnlichkeit zu Peter Lorre versehene Schauspieler (der dieser Ähnlichkeit in späteren Jahren durch das Tragen eines Vollbartes zu entgehen versuchte) in zahlreichen Kriminal- und Horrorfilmen als unheimlicher Zeitgenosse besetzt. Später trat er unter anderem in 17 Filmen des mit ihm befreundeten Regisseurs Antonio Margheriti auf. Dabei verwendete er fast immer das Pseudonym Alan Collins, den er erstmals 1961 in ´Bei Vollmond Mord` verwendete. Insgesamt war er in rund 100 Rollen zu sehen, wovon der frühe Part des ´Scimmione`in Vittorio De Sicas Und dennoch leben sie herausragt.

## Filmografie (Auswahl)
- 1954: Meine Lausejungs (Scuola elementare)
- 1956: Das Dach (Il tetto)
- 1959: Der falsche General (Il generale Della Rovere)
- 1960: Und dennoch leben sie (La ciociara)
- 1961: Bei Vollmond Mord (Lycanthropus)
- 1961: Der Eroberer von Korinth (Il conquistatore di Corinto)
- 1963: Der Dämon und die Jungfrau (La frusta e il corpo)
- 1964: Blutige Seide (Sei donne per l'assassino)
- 1965: Bob Flemming hetzt Professor G. (Le spie uccidono a Beirut)
- 1965: Ein General und noch zwei Trottel (Due marines e un generale)
- 1965: Das verräterische Auge (Berlino: Appuntamento per le spie)
- 1965: Vollmacht für Jack Clifton (Und dennoch leben sie)
- 1966: Die Doppelgänger (Colpo maestro al servizio di Sua Maestà Britannica)
- 1966: Ein fast perfekter Mörder (Delitto quasi perfetto)
- 1966: Gern hab ich die Frauen gekillt (Spie contro il mondo)
- 1966: Mike Murphy 077 gegen Ypotron (Agente Logan - missione Ypotron)
- 1967: Der doppelte Coup des Chamäleons (Colpo doppio del camaleonte d'oro)
- 1967: Geheimnisse in goldenen Nylons (Deux billets pour Mexico)
- 1967: Sieben Jungfrauen für den Teufel (Nude… si muore)
- 1967: Der Tod zählt keine Dollar (La morte non conta i dollari)
- 1968: Fünf blutige Stricke (Joko, invoca dio… e muori)
- 1968: Fünf Hundesöhne (Conque figli di cane)
- 1968: Schach der Mafia (Scacco alla mafia)
- 1968: Schweinehunde beten nicht (I vigliacchi non pregano)
- 1968: Sie nannten ihn King (Colpo doppio del camaleonte d'oro)
- 1968: Der Tod fliegt nach Jamaika (Llaman de Jamaica, Mr. Ward)
- 1969: Sabata (Ehi amico… c'è Sabata, hai chiuso!)
- 1969: Satan der Rache (E Dio disse a Caino)
- 1969: Schreie in der Nacht (Contronatura)
- 1970: Der Gefürchtete (Sartana nella valle degli avvoltoi)
- 1970: Das normannische Schwert (La spada normanna)
- 1970: Red Wedding Night (Il rosso segno della follia)
- 1970: Spezialkommando Wildgänse (Appuntamento col disonore)
- 1970: Voyou – Der Gauner (Le Voyou)
- 1971: Die Diamantenlady (Il diavolo a sette facce)
- 1971: Formel I und zwei Halunken (I due della F. 1 alla corsa più pazza, pazza del mondo)
- 1971: Freibeuter der Meere (Il Corsaro nero)
- 1971: Knie nieder und friß Staub (Anda muchacho, spara!)
- 1971: Lo chiamavano King
- 1971: Die 7 Gesichter des Satans (Il diavolo a sette facce)
- 1971: 1000 Dollar Kopfgeld (Il venditore di morte)
- 1972: Baron Blood (Gli orrori del castello di Norimberga)
- 1972: Die Farben der Nacht (Tutti i colori del buio)
- 1972: Das Geheimnis der blutigen Lilie (Perché quelle strane gocce di sangue sul corpo di Jennifer?)
- 1972: Malta sehen und sterben (Pulp)
- 1973: Die Leichenfabrik des Dr. Frankenstein (Terror! Il castello delle donne maledette)
- 1973: Sieben Tote in den Augen der Katze (La morte negli occhi del gatto)
- 1973: Zwei tolle Hunde in Hongkong (Ming, ragazzi!)
- 1974: Blutige Magie (Malocchio)
- 1974: Mussolini – Die letzten Tage (Mussolini ultimo atto)
- 1975: Der Divisionstrottel (Il sergente Rompiglioni diventa… caporale)
- 1975: Flash Solo (Il giustiziere sfida la città)
- 1975: Die Höllenfahrt (Il lupo dei mari)
- 1975: Scaramouche, der Teufelskerl (Le avventure e gli amori di Scaramouche)
- 1975: Die Viper (Roma a mano armata)
- 1978: La ciudad maldita
- 1978: Die eiskalten Killer (Porci con la P. 38)
- 1978: Simon Templar – Ein Gentleman mit Heiligenschein (Return of the Saint) (Fernsehserie, Folge ´Tödliche Verstrickungen`)
- 1979: Die Liebeshexen vom Rio Cannibale (Femmine infernali)
- 1982: Fluch des verborgenen Schatzes (I cacciatori del cobra d'oro)
- 1983: Einer gegen das Imperium (Il mondo di Yor)
- 1983: The Executor – Der Vollstrecker (IL giustiziere della strada)
- 1983: Im Wendekreis des Söldners (Tornado)
- 1983: Die Überlebenden der Totenstadt (I sopravvissuti della città morta)
- 1984: Geheimcode: Wildgänse
- 1985: Kommando Leopard
- 1985: Die Jäger der goldenen Göttin (La leggenda del rubino malese)
- 1986: Die Rückkehr der Wildgänse (Cobra mission)
- 1986: Der weiße Apache – Die Rache des Halbbluts (Bianco Apache)
- 1987: Das Böse ist wieder da (After Death)
- 1987: Cobra Force (Strike Commando)
- 1987: Der Kampfgigant (Double Target)
- 1988: GI Killer (Cop Game - Giochi di poliziotto)
- 1988: Heroin Force (Trappola diabolica)
- 1988: Roboman (Robowar (Robot da guerra))
- 1988: Treffpunkt Triest (Appuntamento a Trieste) (Fernseh-Miniserie)
- 1989: Das Alien aus der Tiefe (Alien degli abissi)